# Небелиця (річка)
Небелиця — річка в Україні, у Макарівському й Брусилівському районах Київської й Житомирської областей. Ліва притока Здвижу (басейн Дніпра).

## Опис
Довжина річки 13 км. Площа басейну 106,4 км².

## Притоки
- Фоса (права).

## Розташування
Бере початок на південному сході від Борівки. Тече переважно на південний захід через Небелицю, Містечко і впадає у річку Здвиж, праву притоку Тетерева.
Річку перетинають автомобільні дороги E40, М06.